# Tourisme dans le Var
 (octobre 2013).
Si vous disposez d'ouvrages ou d'articles de référence ou si vous connaissez des sites web de qualité traitant du thème abordé ici, merci de compléter l'article en donnant les références utiles à sa vérifiabilité et en les liant à la section « Notes et références ».
Le tourisme dans le Var est l'une des activités économiques les plus importantes du département. Son histoire, débute aux environs de 1760, à Hyères, ville devenant une station hivernale de renom auprès des anglais grâce à son climat méditerranéen relativement doux. Attirés par cette environnement très agréable, de nombreuses autres personnalités y séjournent ou s'y fixent telles que le futur roi d'Angleterre Georges IV, les écrivains Alexandre Dumas et Robert Louis Stevenson, l'historien Augustin Thierry, le poète Alphonse de Lamartine, ou encore l'académicien Paul Bourget. Ainsi, les premiers touristes du département du Var sont à la recherche d’un tourisme climatique, complété par des cures thermales, pratique déjà ancienne demeurant en vogue. Dès le début du XIXe siècle, la pratique des bains de mer commence à se développer en France sous l’impulsion de l’aristocratie européenne et du monde des arts et des lettres, n'hésitant pas de prendre leurs quartiers d'été au bord des villes littorales et de Méditerranée. Cette impulsion est fortement stimulée par le développement et la modernisation des moyens de transport tel que les chemins de fer, principalement, comme à Saint-Raphaël en 1863 ou à Hyères en 1875. Ce mouvement suscite la naissance de véritables complexes touristiques greffés sur des villes et des villages préexistants ou créés ex nihilo, dotés d’équipements spécifiques tels que les grands hôtels, les casinos...
Les premiers congés payés de 1936 contribue aux premiers départs en vacances de milliers d'ouvriers et employés, découvrant pour la toute première fois les vacances à la mer et la découverte du littoral varois. Le département connaît dans les années 1960, une explosion de l'activité touristique avec une forte urbanisation du littoral.
En 2017, le Var a accueilli 8,66 millions de touristes pour 66,7 millions de nuitées soit une consommation touristique de 3,7 milliards d'euros (3,4 milliards d’euros en 2011, 5,9 en 2012), faisant du département, la seconde plus importante destination touristique après Paris. En 2011, les sites touristiques varois ont accueilli plus de 1 200 000 visiteurs soit une hausse de la fréquentation de +4,5 % par rapport à 2010.
Cette position de leader sur le marché touristique national et international s’explique par la forte attractivité qu’exerce la notoriété de nombreux sites, paysages et espaces naturels (département le plus boisé de France (400 000 hectares)), la diversité de ses modes d’hébergements, la qualité de sa gastronomie et de ses produits locaux et la diversité des activités de loisirs qu’elle propose.

## Histoire

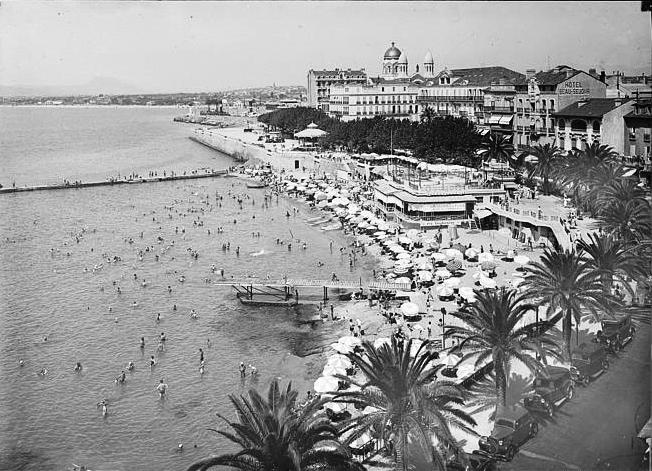
Plage de Saint-Raphaël au début du XXe siècle

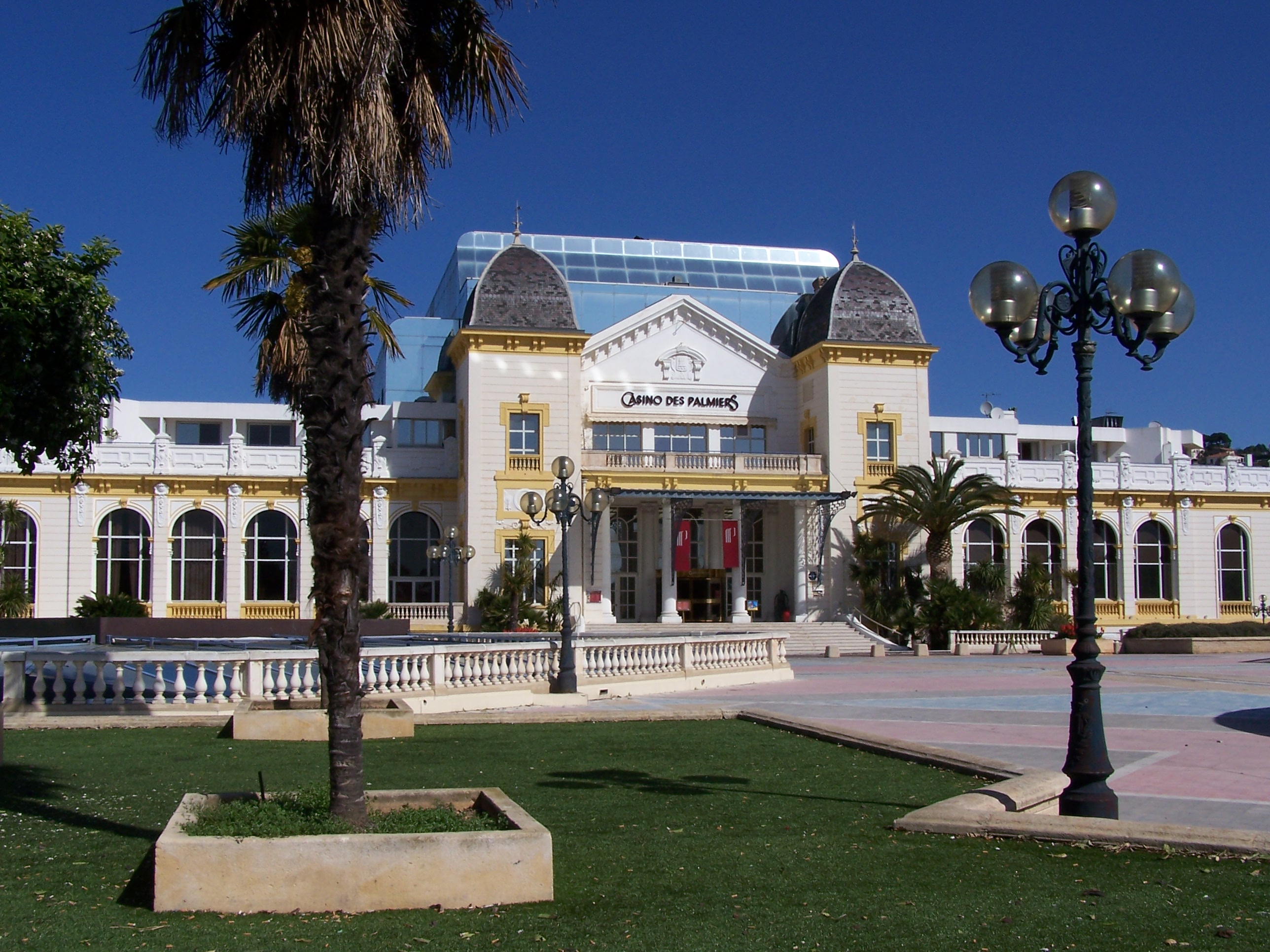
Le Casino de Hyères en 2008

Le tourisme se développe dans le Var dès la seconde moitié du XVIIIe siècle (les environs de 1760) notamment à Hyères qui devient une station hivernale de renom auprès des Anglais avec en particulier les séjours du prince de Galles, le futur roi d'Angleterre George IV, en 1788 et 1789. De nombreuses autres personnalités y séjournent ou s’y fixent (le baron badois Stulz s'y établit en 1820) attirées par son climat ensoleillé et sa situation géographie de bord de mer.
Au XIXe siècle, la cité de Hyères se métamorphose accueillant la classe aristocratique s'y installant et réalisant pour la postérité, palaces et villas prestigieuses. À cette époque Hyères devient une ville de villégiature où il est bon de résider surtout en période hivernale.
A contrario, le chef-lieu du département, Toulon resta un temps une ville de passage (c'est moins le cas aujourd'hui) pour les voyageurs venant d'Aix-en-Provence ou de Marseille qui souhaitent rejoindre  l'Italie. En effet, une grande partie de la rade de Toulon est occupée par le port militaire, ce qui s'accordait difficilement avec celle d'un lieu de vacances à l'époque, malgré sa situation géographique entre la Méditerranée et les collines alentour. Cependant, en 1834, grâce au journaliste et poète marseillais Joseph Méry qui s'était pris de passion pour cette cité, Toulon vit venir de nombreux écrivains, artistes et autres personnes du monde de la culture tels qu'Alexandre Dumas ainsi que Gustave Flaubert qui finirent par former une communauté qui partageait son temps libre entre l'exercice de leur art et les ballades, déjeuners au bord du littoral et autres loisirs de l'époque.
Au cours de cette époque, la classe aristocratique vient chercher le soleil d'hiver sur la Côte d’Azur au bord du littoral varois notamment à Hyères (pour des raisons de santé), ainsi le tourisme balnéaire est une activité qui commence à se développer. Il faut attendre les années 1930 pour qu'une inversion du tourisme se fasse, les pionniers délaissant le sud de la France et le Var au profit des stations de montagnes. Le ski, nouvelle pratique élitiste, est apparue à la montagne, notamment dans les Alpes avec la création de Davos en 1880 et Megève en 1921 par la baronne de Rothschild. Dès lors, la pratique du soleil se développe progressivement, s'installant sur les côtes varoises pendant les mois d'été. S'ajoute à cela, une autre pratique élitiste héliophile: le naturisme. Ainsi, en 1933 sera créé par les docteurs Gaston et André Durville, le premier village naturiste de France et du Var : Héliopolis (en mémoire de Héliopolis, ville du soleil en Égypte) sur l’île du Levant. Les premiers congés payés de 1936 vont contribuer aux premiers départs en vacances de milliers d'ouvriers et employés, ainsi un grand nombre d'entre eux vont découvrir pour la toute première fois les vacances à la mer.
D'autres sites deviennent des lieux privilégiés du tourisme artistique. Guy de Maupassant s'enthousiasme en découvrant le petit port de Saint-Tropez à la fin du XIXe siècle. Le peintre Paul Signac s'y installe et entraîne à sa suite de nombreux peintres dans la presqu'île de Saint-Tropez dont Charles Camoin, Henri Matisse et Henri Manguin. La région attire de nombreuses vedettes dès le début du XXe siècle : Coco Chanel, Mistinguett, Isadora Duncan, Maurice Chevalier, Colette, Jean Cocteau, Jean Marais.
Les industriels lyonnais de la soie sont également des acteurs importants du développement des stations du golfe de Saint-Tropez. Le tourisme est également facteur de fracture territoriale, opposant la société traditionnelle rurale à des unités urbaines connaissant une croissance très rapide. Le développement du littoral conduit ainsi à la création de plusieurs communes : Le Lavandou se sépare de Bormes en 1913, Gassin est amputée de ses hameaux du bord de mer, Cavalaire et La Croix en 1929 et 1934 et en 1949, La Môle perd Le Rayol-Canadel.
Saint-Tropez devient une station balnéaire internationalement connue grâce à l'engouement des artistes de la Nouvelle Vague puis des Yéyés et enfin, un lieu de villégiature de la Jet set européenne et américaine comme des touristes en quête d'authenticité provençale ou de célébrités. Le cinéma inspiré par les sites et paysages varois a contribué (et continue toujours) à la notoriété de la station balnéaire et du département à travers les films tels que Le Gendarme de Saint-Tropez ou encore Et Dieu… créa la femme.
Dans les années 1960, le Var connaît une explosion de l'activité touristique avec une forte urbanisation du littoral. Ainsi, des villes nouvelles apparaissent sur la côte comme Port-Grimaud, Les Issambres ou à l'intérieur des terres Cogolin. De multiples ports de plaisance voient le jour ou sont réaménagés : Port Lucia à Saint-Raphaël, Port Fréjus… C'est à la même époque que l'aéroport de Toulon-Hyères, équipement strictement militaire à l'origine, s'ouvre au civil pour un premier vol commercial. Le 1er avril 1967, un Nord 262 de 27 places de la compagnie Air Inter inaugure la ligne Toulon-Lyon, avec correspondance vers Paris.
Au 1er janvier 2007, le conseil général du Var a divisé les 153 communes du département en 8 territoires touristiques : l'Aire Dracénoise, le Cœur du Var, Fayence, le Golfe de Saint-Tropez, le Haut-Var Verdon, Provence Méditerranée, la Provence Verte et Var Esterel.
Depuis le 8 février 2008, la région autorise le département du Var à mettre en œuvre ses dispositifs d'aides aux entreprises du secteur touristique marchand, conformément au code général des collectivités territoriales.
Aujourd'hui, le département du Var est le premier département français pour le nombre de touristes accueillis hors région parisienne (9 millions de touristes). Longtemps estivale et balnéaire, l'activité touristique varoise se diversifie avec le tourisme vert et connaît un développement d'avant et d'arrière-saison. Le développement du tourisme est amplement soutenu par l'agence de développement touristique (ADT) du Var.

## Desserte touristique

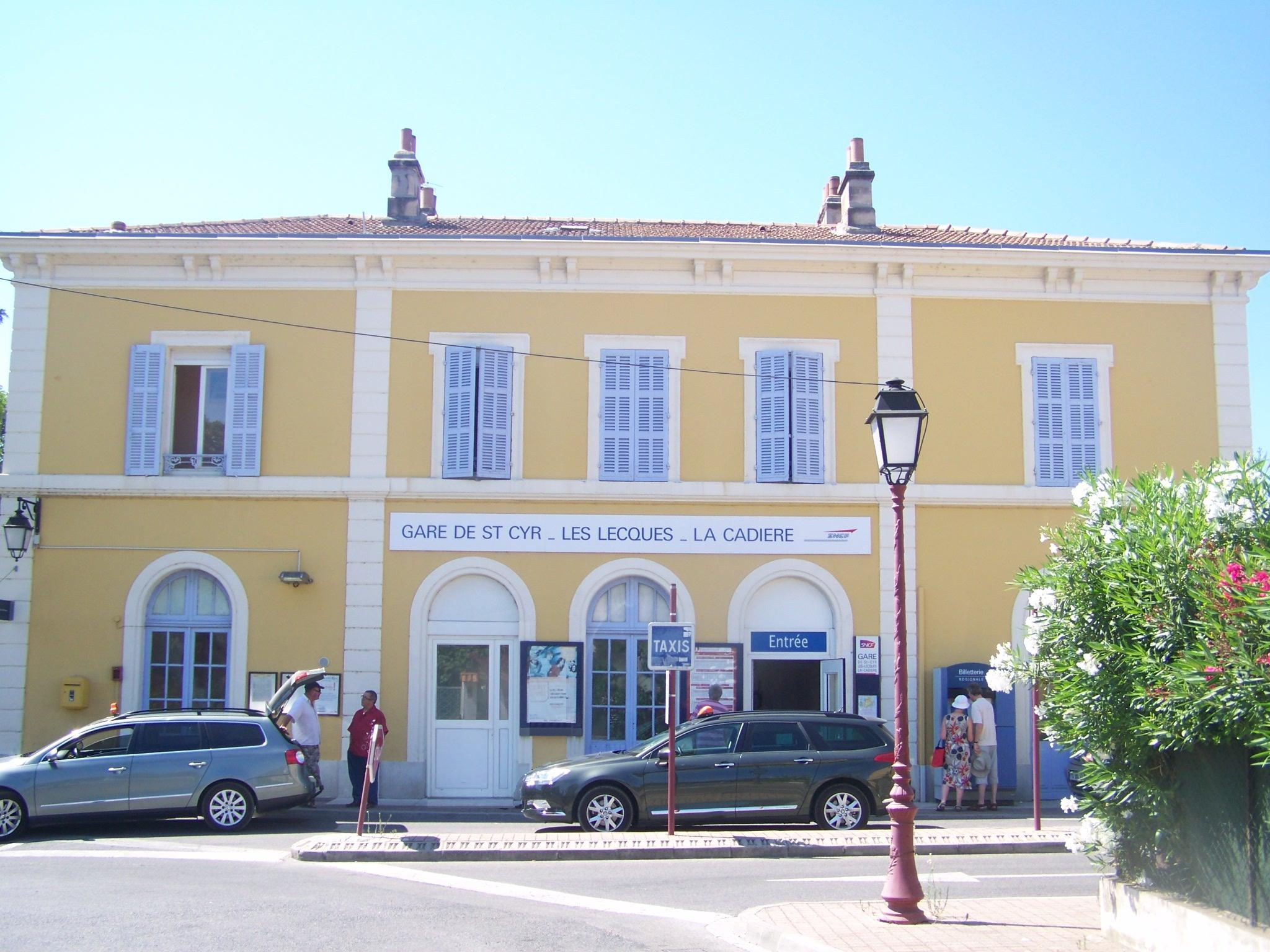
Gare St-Cyr-Les Lecques-La Cadière

Le département du Var est un territoire touristique bien desservi et tous les moyens de transport existent pour arriver dans son lieu de vacances. Le Var compte près d'une trentaine de gares ferroviaires dont 3 gares TGV à Les Arcs-sur-Argens, Saint-Raphaël et Toulon.
Au niveau des transports aériens, le Var compte un aéroport international avec l'aéroport de Toulon-Hyères, avec en 2015, 5 vols nationaux à destination de Ajaccio, Bastia, Bordeaux, Brest et Paris ainsi que 5 vols internationaux à destinations de Bruxelles, Bournemouth, Londres, Rotterdam et Tunis . En 2014, l’aéroport est le 23e plus fréquenté de France avec 550 768 passagers transportés. Le département compte aussi deux aéroports accueillant des appareils privés, l'aéroport du Castellet et l'aéroport de La Môle - Saint-Tropez.

## Hébergements
En 2011, le Var comptait plus d’un million de lits touristiques dont 78 % en hébergement touristique non marchand (résidences secondaires, parents et amis). Quant à l’hébergement marchand il représente seulement 22 % des lits touristiques varois. L’accueil en hébergement s’organise principalement à proximité immédiate du littoral et autour des principaux axes routiers et autoroutiers du département. En effet, les communes telles que Fréjus, Saint-Raphaël, Roquebrune-sur-Argens, Cavalaire-sur-Mer, Hyères proposent une offre très importante en matière d'hébergement, a contrario les communes plus éloignées du littoral et notamment dans le Haut-Var enregistrent des volumes plus faibles.
Cependant, les capacités d’accueil dans le Haut Var et le Verdon se localisent dans les communes à proximité du Lac de Sainte-Croix et des Gorges du Verdon et se composent essentiellement d'hébergements en chambres d'hôtes et gîtes ruraux.
À l'inverse, les stations balnéaires se composent essentiellement de résidences secondaires, de résidences de tourisme, d'hôtellerie de pleine aire, d'hôtels et de villages de vacances.
| Classement       | Nombre d'établissements |        |        |        |        |        |
| Hôtels           | Hôtels                  | Hôtels | Hôtels | Hôtels | Hôtels | Hôtels |
| ---------------- | ----------------------- | ------ | ------ | ------ | ------ | ------ |
| 0 étoile         | -                       |        |        |        |        |        |
| 1 étoile         | 8                       |        |        |        |        |        |
| 2 étoiles        | 136                     |        |        |        |        |        |
| 3 étoiles        | 139                     |        |        |        |        |        |
| 4 étoiles        | 41                      |        |        |        |        |        |
| 5 étoiles        | 26                      |        |        |        |        |        |
| Chambres d'hôtes |                         |        |        |        |        |        |
| 1 épi            | -                       |        |        |        |        |        |
| 2 épis           | -                       |        |        |        |        |        |
| 3 épis           | -                       |        |        |        |        |        |
| 4 épis           | -                       |        |        |        |        |        |
| 5 épis           | -                       |        |        |        |        |        |

### Hôtels

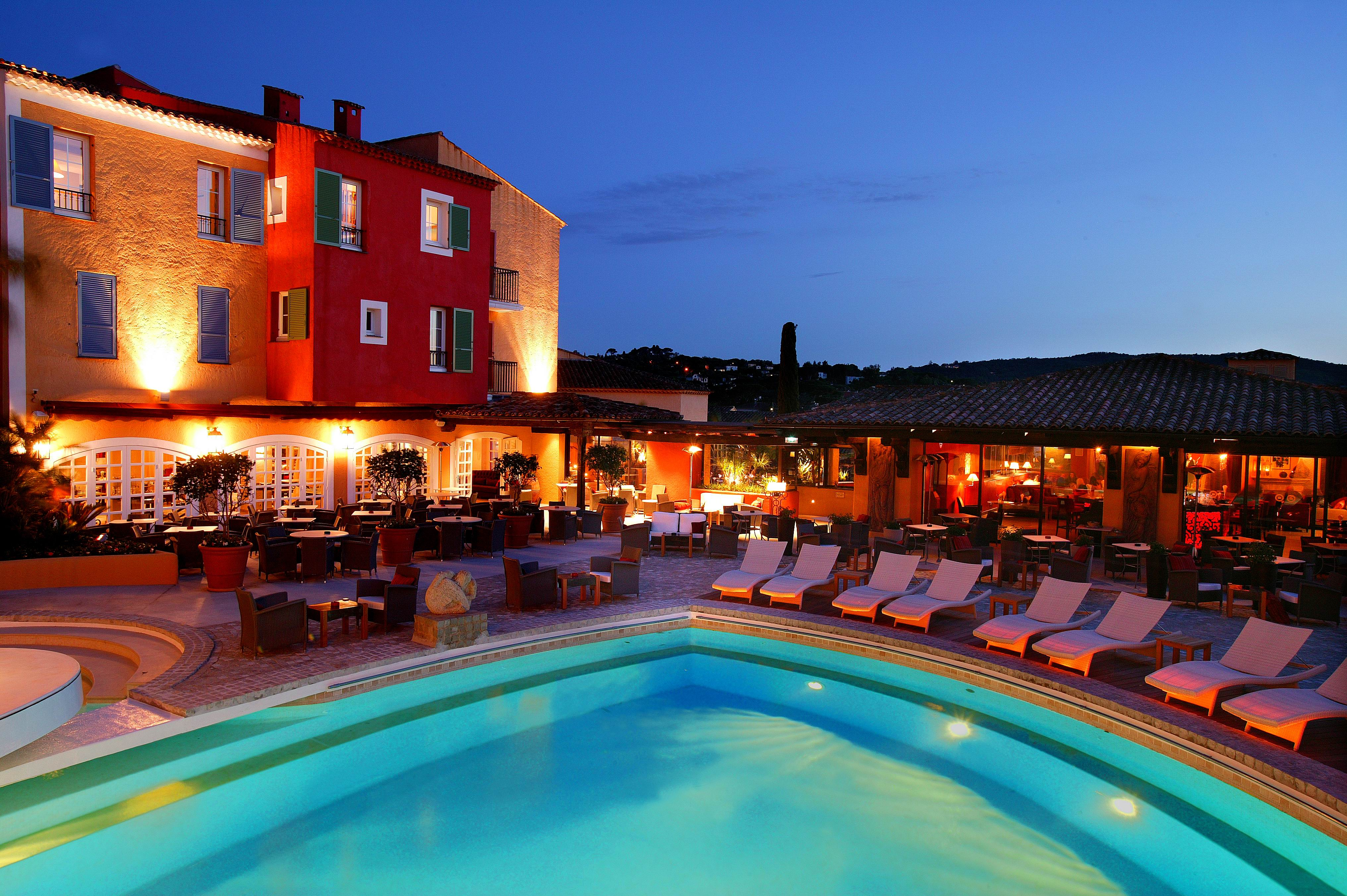
L'Hôtel Byblos à Saint-Tropez

Structure plus ancienne que le camping, l'hôtellerie varoise compte en 1979 579 hôtels homologués offrant 11.761 chambres. En 2013, le Var compte 433 hôtels homologués et de chaîne non classés soit 12 360 chambres représentant plus de 3,5 millions de nuitées.
Depuis le nouveau classement hôtelier français de 2009, le département compte 27 hôtels 5 étoiles dont 3 classés "Palace" depuis le 29 juin 2012: Hôtel La Réserve de Ramatuelle, Hôtel Byblos et Hôtel Château de la Messardière à Saint-Tropez.

### Chambre d'hôtes et gîtes
À l’initiative du sénateur Emile Aubert est créé, en 1951, le 1er gîte rural dans les Basses-Alpes. Quatre ans plus tard en 1955 est fondée la Fédération Nationale des Gîtes de France. Le relais départemental varois des Gîtes de France est créé cinq ans plus tard, en 1960. En 2010, le réseau présente 800 structures labellisées avec 4 000 lits touristiques et 10 000 clients par an.
L'association Les Maisons d’Hôtes du Var en Provence, créée en 2003 regroupe dans le Var un peu moins d'une trentaine de propriétaires de chambres d'hôtes (en 2017), caractérisée par un souci constant de convivialité et de qualité.

### Hôtellerie de plein air
L'hôtellerie de plein air dit "camping" est dans le Var le mode d'hébergement le plus importants de France. En 1980, le département recense 276 terrains aménagés regroupant 74.520 emplacements
pour tentes ou caravanes, pour une capacité d'accueil officielle d'environ 150.000 lits.
En 2010, le département compte 241 terrains de campings soit 46 447 places pour plus de 7 millions de nuitées (soit 7,1 % du marché national), ce qui le place juste devant les départements de l'Hérault (7 %) et de la Vendée (6,9 %). Aujourd'hui, 64 campings varois sont engagés dans le label Camping Qualité, label créé en 1999 par la Fédération nationale d'hôtellerie de plein air et Fédération française de camping et de caravaning avec le soutien du Secrétariat d'État au Tourisme.

### Locations de vacances
L'offre de locations de vacances est particulièrement importante dans le département, spécialement sur les villes du littoral côte où sont concentrées les grandes résidences. En dehors des principales zones touristiques, il est plus facile de trouver une offre diversifiée telle que les maisons, studios ou appartements.

### Résidences de tourisme

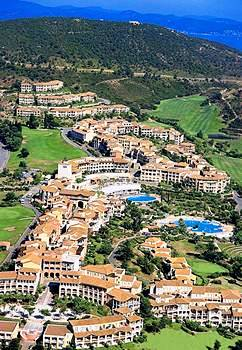
Vue aérienne du village de vacances de Cap Esterel

La résidence de tourisme est née dans les années 1970, bien après tous les autres types d’hébergement touristique. Conçue dans les années 1970 pour faciliter la commercialisation des stations de sports d’hiver, le phénomène ne cesse de croître dans les années 1980, pour s’étendre aux littoraux. Le Groupe Pierre & Vacances y créé Cap Esterel au début des années 1990, le premier site de loisirs intégré aux portes de Saint-Raphaël. Avec 1700 logements c'est l’un des plus gros villages de vacances gérés par Pierre & Vacances et l'un des plus grands villages vacances d'Europe. Le Var recense 156 résidences de tourisme dont 44 sont classées.

### Résidences secondaires
Sur les 3 millions de résidences secondaires que se répartissent le territoire français, le Var compte en 2011 près de 175 000 résidences secondaires, y compris les logements occasionnels, soit 26,10 % des logements du département.

### Villages de vacances
Le département compte sur son territoire 41 villages de vacances.

## Restauration
Le Var est connu et reconnu internationalement pour la richesse de sa gastronomie. Les Maîtres restaurateurs varois (association loi de 1901) créée il y a plus de vingt ans (1991) et qui compte une cinquantaine de membres participe au dynamique développement de la restauration du département, offrant et faisant découvrir aux touristes des établissements variés et soucieux d'apporter un service de qualité.
En 2019, 16 restaurants varois sont étoilés par le Guide Michelin. Seuls les 2 restaurants La Vague d'or à Saint-Tropez et Le MonteCristo au Castellet font partie du club très restreint des "trois étoiles", qui compte désormais 26 établissements en France. Le Var compte aussi 14 restaurants à 1 étoile : L'Hostellerie Bérard (La Cadière-d'Azur), La Rastègue (Bormes-les-Mimosas), L'Abbaye de La Celle (La Celle), Chez Bruno (Lorgues), Le Relais des Moines (Les Arcs), Hostellerie des Gorges de Pennafort (Callas), Le Jardin de Benjamin (Flayosc), La Voile-Restaurant La Réserve (Ramatuelle), L'Olivier (Saint-Tropez), Restaurant le Faventia (Tourrettes), Les Oliviers (Bandol), La Palmeraie (La Croix-Valmer), L'Olivier (Hyères), La Terrasse (Saint-Raphaël). Le guide Michelin labellise également 17 restaurants "Bib Gourmand" et 60 "Assiette Michelin".
De plus, le label Bistrot de pays né en 1992 par l'intermédiaire du syndicat intercommunal à vocations multiples du Pays de Forcalquier et Montagne de Lure (Alpes-de-Haute-Provence) est présent dans 9 communes rurales du département (Comps-sur-Artuby, La Martre, Moissac-Bellevue, Montfort-sur-Argens, Mons, Sainte-Anastasie-sur-Issole, Saint-Antonin-du-Var, Saint-Martin-de-Pallières, Sillans-la-Cascade) permettant ainsi de contribuer à la conservation et à l’animation du tissu économique et social en milieu rural par le maintien d’un lieu de vie du village notamment grâce à une restauration à base de produits du terroir.

## Tourisme de loisirs

### Casinos

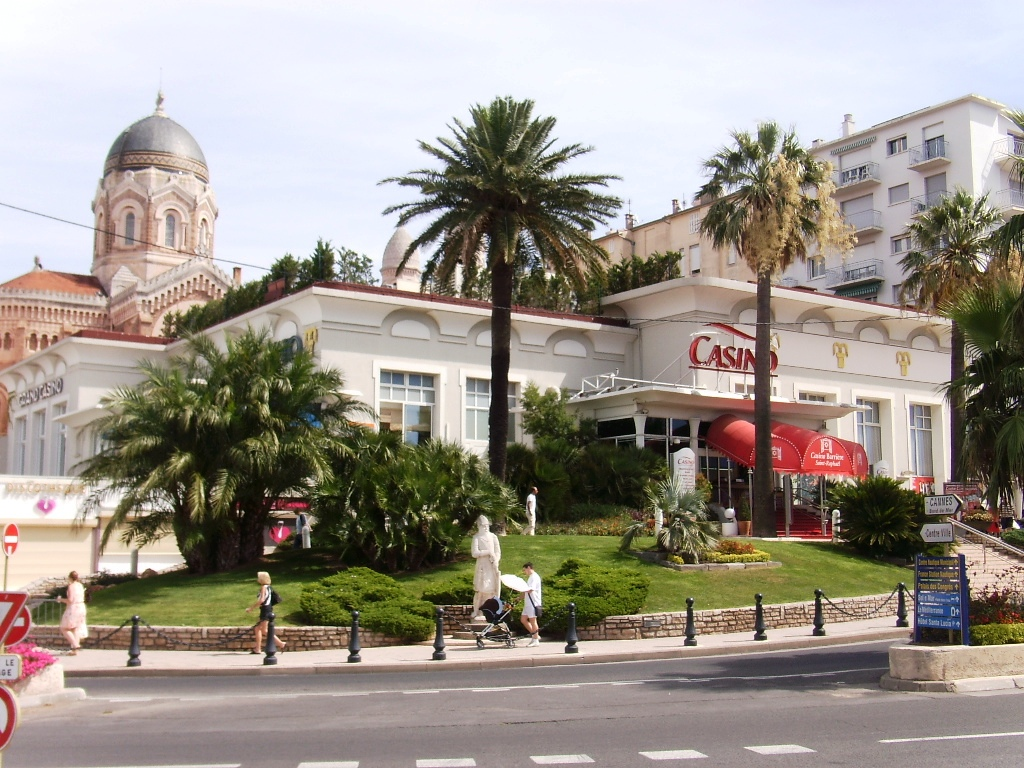
Casino Saint-Raphaël

Industrie très réglementée, les casinos, notamment réservés aux stations balnéaires, thermales et climatiques sont apparus au cours du XIXe siècle, avec l'arrivée de plus en plus importantes de clientèle étrangère allemande, anglaise et russe. Le tout premier casino varois est inauguré à Saint-Raphaël en 1881 (détruit en 1912 et reconstruit en 1926), suivit en 1902 par le casino de Hyères (fermé en 1962 et rouvert en 1991) .
Le département compte 7 casinos: Bandol et Hyères appartenant au Groupe Partouche, Sainte-Maxime (1929) et Saint-Raphaël au Barrière, La Seyne-sur-Mer (2013) au Groupe Joa et Fréjus au groupe Vikings Casino,. Seul le casino de Cavalaire-sur-Mer, vit indépendamment sur la Côte d’Azur. Le Var doit compter d'ici quelques années huit casinos : Sanary attend le début du chantier.

### Cyclotourisme
Riche d'un patrimoine naturel, le Var est une destination appréciable pour les amateurs de balades à vélo, les sportifs amateurs de sensations fortes et de grimpe, ou encore les passionnés de VTT. Le département compte un parcours cyclable du littoral (aménagés sur 79 kilomètres) partant de Six-Fours jusqu'à Saint-Raphaël, traversant une vingtaine de communes. Au terme de l'aménagement des pistes cyclables, le parcours devrai s'étaler sur 120 kilomètres. De plus, le département est doté de 22 circuits cyclotouristiques labellisés par la Fédération française de cyclotourisme représentant plus de 1 700 kilomètres d'itinéraires balisés.
Ces circuits permettent de partir à la découverte du territoire varois, de ses paysages naturels, ses villages perchés, son patrimoine historique et architectural uniques en France et de visiter tout au long de l'année et à son rythme, les principaux sites touristiques en passant par les plateaux du Bas-Verdon aux châteaux de l'Ouest-Var, par la Sainte-Baume, les Gorges du Verdon, le massif de Sioux Blanc. Aussi, en limite du Var et des Bouches-du-Rhône entre Pourcieux et Saint-Maximin-la-Sainte-Baume, existe une ancienne voie ferrée réaménagée en un parcours vélo-rail sur 15 kilomètres (aller-retour) permettant au travers d'une balade insolite de découvrir les différents viaducs, ponts, tunnel et gares d'autrefois.

### Croisière et nautisme

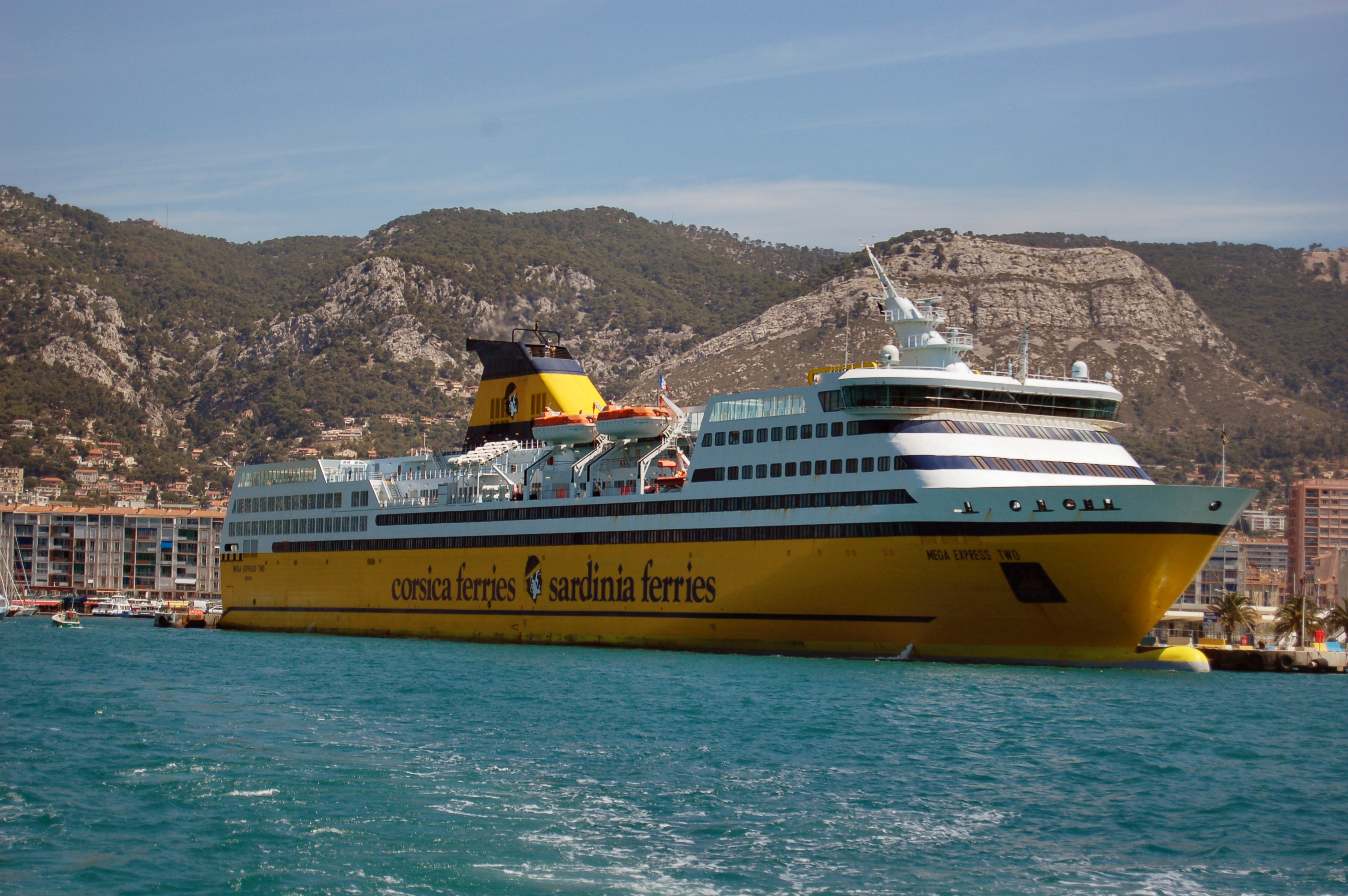
Corsica Ferries dans le port de Toulon

Le Var compte 57 ports (2007) qui s’étendent de Saint-Cyr-sur-mer à Saint-Raphaël mais surtout de deux ports internationaux situés en cœur de ville: Toulon et la Seyne. Le nombre de places d'accueil dans les ports de plaisance est de 25 000 anneaux (2003). Le réseau "France station nautique" compte actuellement 7 stations dans le Var: Saint-Cyr-sur-Mer, Six-Fours-les-Plages/Les Embiez, Bormes-les-Mimosas, Cavalaire-sur-Mer, Roquebrune-sur-Argens/Les Issambres, Fréjus et Saint-Raphaël. Ce label de qualité, permet aux usagers des activités nautiques de pratiquer leur loisirs dans les meilleures conditions avec pour exemple un accueil permanent et facilement accessible, des services et des infrastructures adaptés à leurs besoins…
En 2013, ce sont plus de 388 000 passagers qui ont été accueillis à l’occasion des 266 escales prévues dans les ports varois. Le chiffre d’affaires généré par l’activité croisière s’élève à 26 millions d’euros par an . Cette opportunité de développement touristique et économique pour le Var va faire naitre en avril 2008 un club croisière, le Var Provence Cruise Club, structure partenariale entre la Chambre de commerce et d'industrie du Var et le Conseil général du Var. La première et ses partenaires se sont fixé comme objectifs de 600 000 passagers d’ici 2012.

### Golf

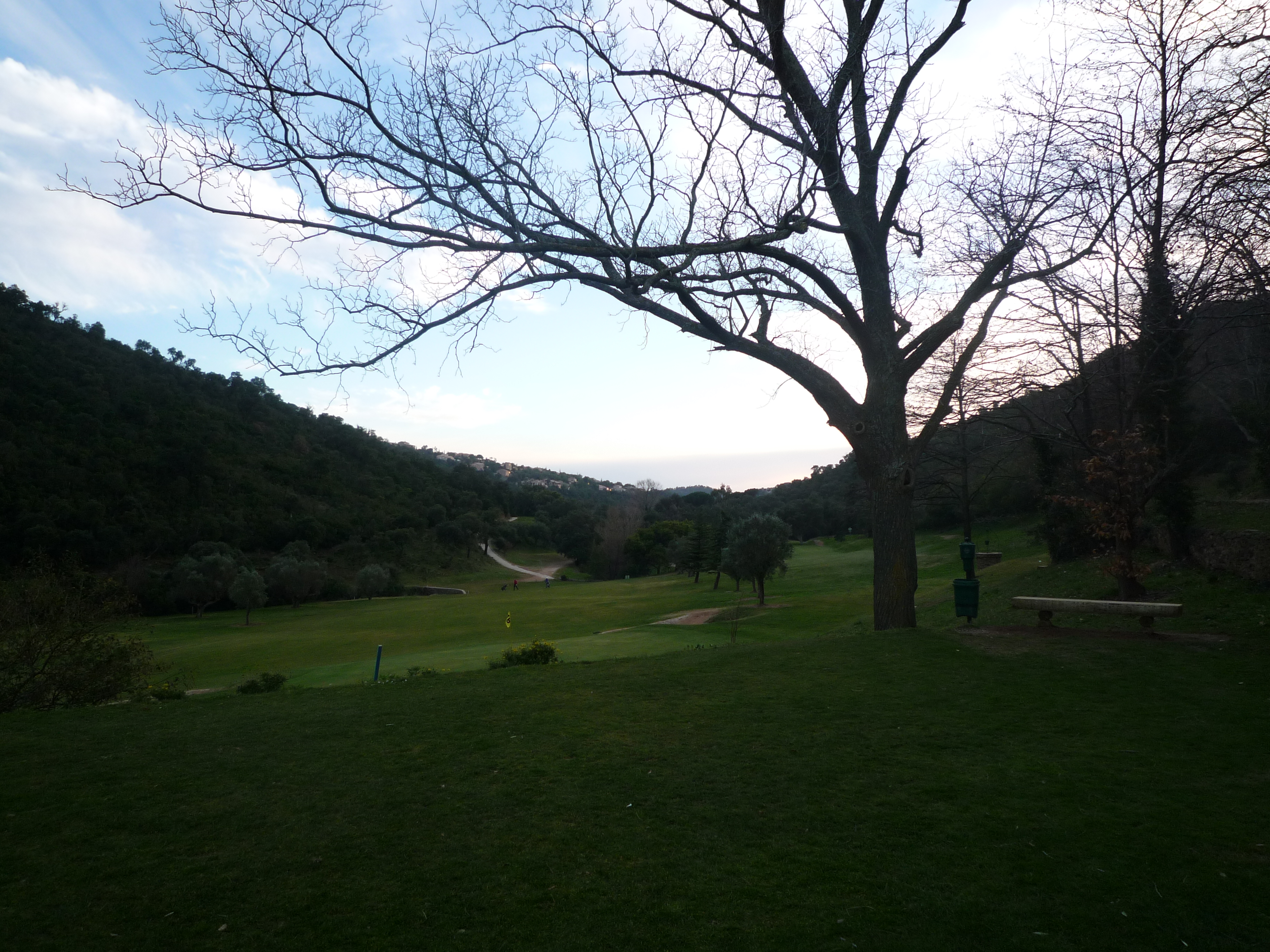
Golf de Valcros

Le département du Var est une destination golfique unique en France avec ses 15 parcours : le golf de Valescure et le golf Estérel Latitudes à Saint-Raphaël, le golf de Sainte-Maxime, le golf de Beauvallon à Grimaud, le Gassin Golf et Country Club, le golf de Dolce Frégate à Saint-Cyr-sur-Mer, le golf de Valcros à La Londe-les-Maures, le golf de Valgarde à La Garde, le golf de Barbaroux à Brignoles, le golf de Saint-Endréol à La Motte, le golf de Roquebrune Le Roc à Roquebrune-sur-Argens, le golf de la Sainte-Baume à Nans-les-Pins, le golf du Château de Taulane à La Martre, le golf de Terre Blanche à Tourrettes et le Prince de Provence à Vidauban.
Le département se classe en deuxième position derrière son voisin des Alpes-Maritimes qui compte près d'une vingtaine de parcours de golf. En 2002 le Comité Régional de Tourisme Provence-Alpes-Côte d’Azur crée le Golf Pass Provence mettant en valeur les séjours golfiques de son territoire. Neuf parcours de golf varois font partie de cette offre touristique.

### Œnotourisme

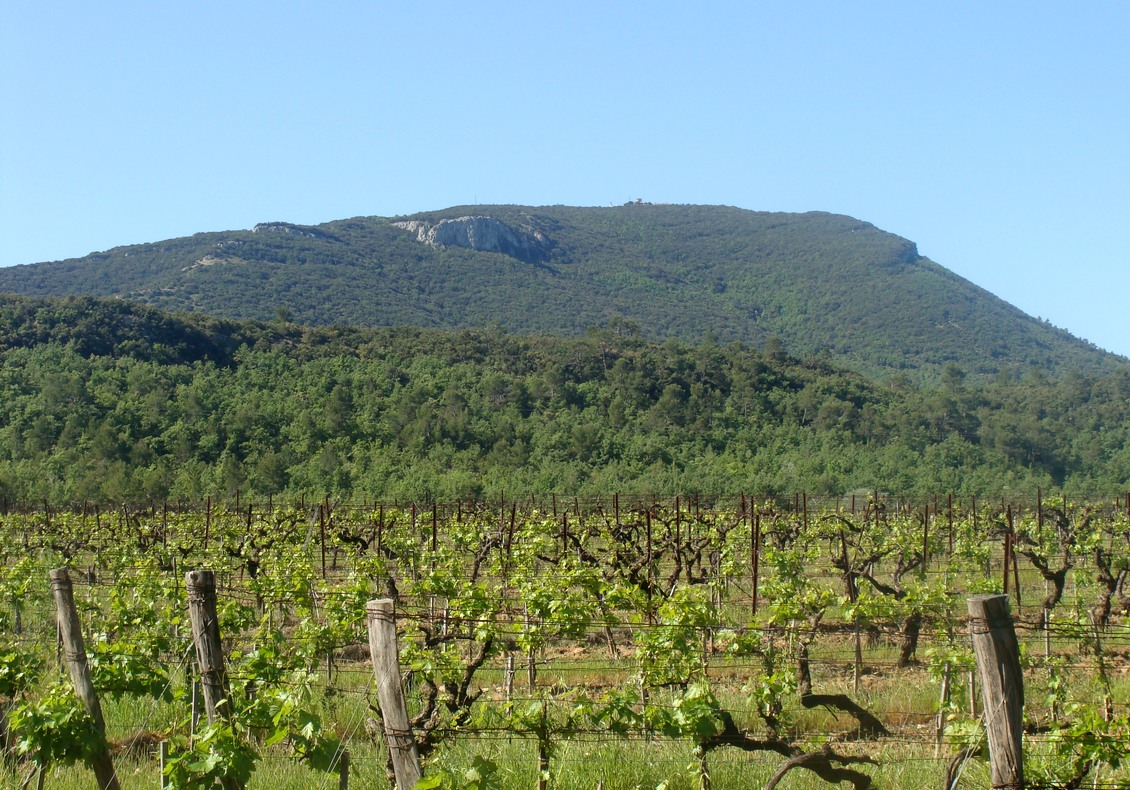
Le vignoble des coteaux-varois au pied du Gros Bessillon à Barjols.

Avec la création de Marseille par les Phocéens vers -600 et leurs migrations notamment vers Olbia (Hyères) et Tauroeis (Six-Fours) pour y implanter la vigne proche des cités littorales, le vignoble varois est le plus ancien des vignobles français. Aujourd'hui, le Var est le leader incontesté des vins rosés en France (soit 40 % de la production française AOC rosé loin devant le Val de Loire (20 % de la production nationale)) et le premier producteur de vins rosés au niveau mondial.
Aujourd'hui trois Appellations d'Origine Contrôlée coexistent dans le Var : bandol, côtes-de-Provence et coteaux-varois. Dans le département il existe 6 routes des vins : route de la Provence verte, route Cœur du Var, route de la Provence d’Azur, route de Bandol, route de l'Estérel Côte d’Azur et route du Golfe de Saint-Tropez. Ces routes viticoles permettent d’enrichir l’offre touristique varoise et de faire découvrir les trésors de la Provence de Fréjus à Bandol.
La première cave coopérative a été créée en 1906 à Camps-la-Source. Aujourd'hui, le Var compte 43 caves coopératives pour près de 3 700 vignerons coopérateurs varois,.

### Pêche

#### Pescatourisme
Le pescatourisme est une nouvelle forme d’activité touristique, née en Italie en 1998, donnant la possibilité à des pêcheurs professionnels d’accueillir à bord de leurs navires des touristes pour participer à l'activité de pêche traditionnelle et de découverte du monde de la mer. L’association française Marco Polo Echanger Autrement se fixe en 2009 de transférer en Provence et plus particulièrement sur le littoral marin varois l’expérience italienne de diversification de la pêche artisanale par le biais de l’activité touristique. Ainsi, le Var par l’intermédiaire du projet Pescatourisme 83, devient en matière de pescatourisme, le territoire pilote, avant de l’étendre à l’ensemble des côtes méditerranéennes françaises. Aujourd'hui, 6 pêcheurs proposent d'embarquer à bord de leurs embarquations: 1 à Bandol, 2 à Saint-Mandrier, 1 à La Seyne sur Mer, 1 à Saint-Raphaël et  1 à Six-Fours-les-Plages ,

#### Pêche en eau douce

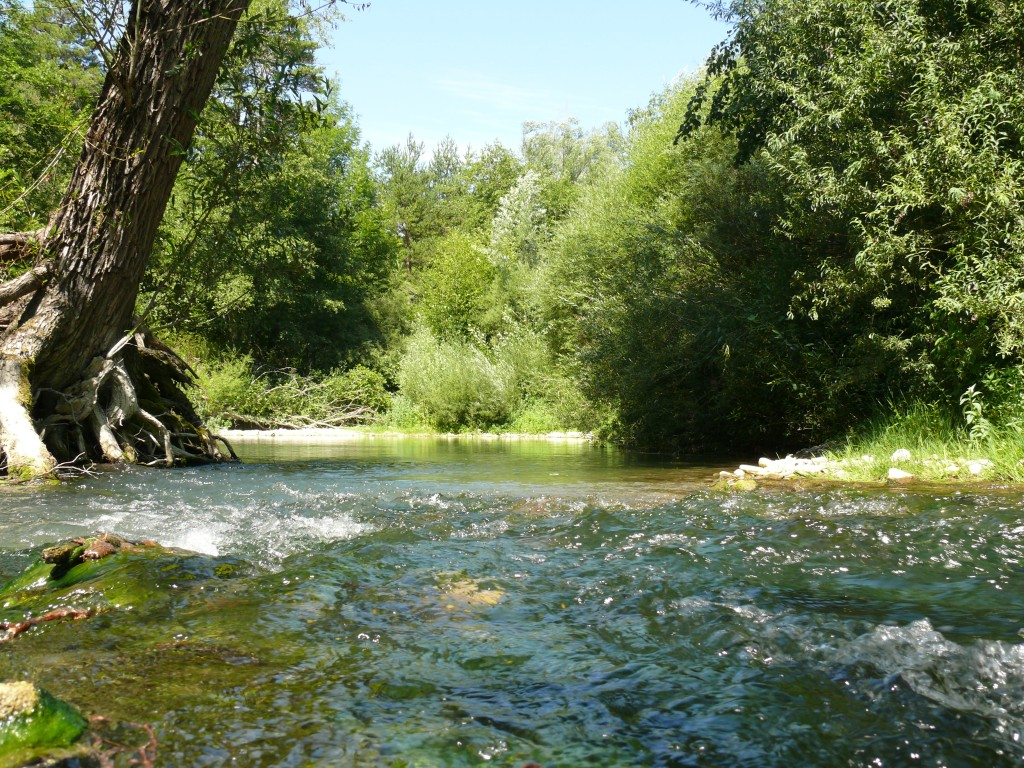
L'Artuby près de La Martre

Le réseau hydrographique varois est dense et varié, comptant plus de 1 300 kilomètres de cours d'eau et plus de 2 000 hectares de plans d'eau. Cette richesse permet aux passionnés de pêche en eau douce, de pratiquer les diverses techniques de pêche et de capturer l'une des quarante espèces varoises, de la truite fario à la perche soleil. Créée en 1942, la Fédération du Var pour la Pêche et la Protection du Milieu Aquatique invitent les résidents et touristes à découvrir les richesses halieuthiques du département.

### Plongée

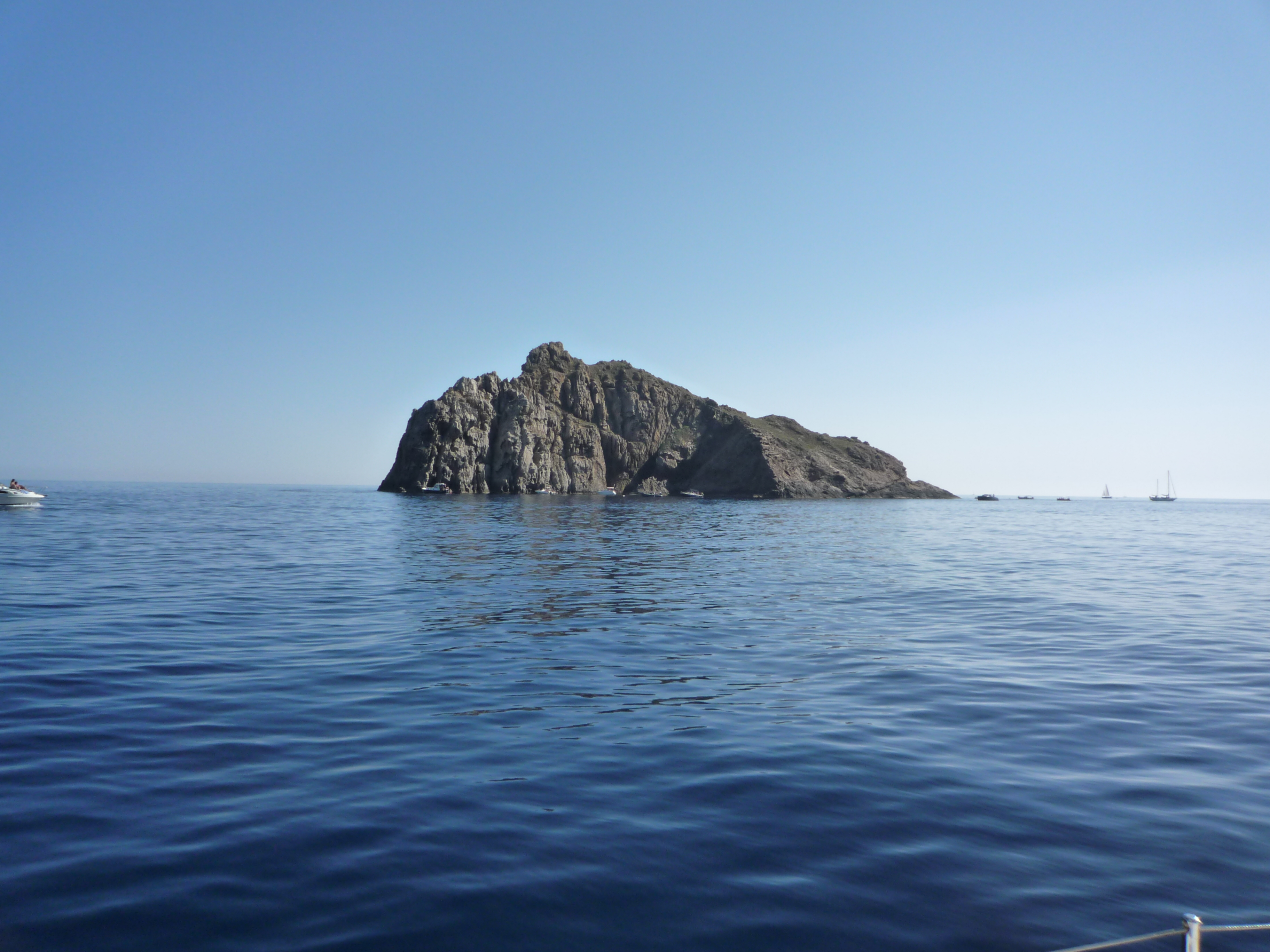
Îlot de la Gabinière

Le Var demeure l'une des destinations les plus prisées des plongeurs français et étrangers et est considéré comme le berceau de la plongée. En effet, Jacques-Yves Cousteau effectue en 1936 sa première plongée expérimentale le long des rochers du Mourillon à Toulon. Sept ans plus tard, ce dernier est cette fois-ci sur la plage du Barry à Bandol pour essayer le deuxième prototype de détendeur de plongée (les premiers essais subaquatiques de son détendeur ayant été réalisé en Loire-Atlantique dans la commune de La Marne). L'attrait des épaves est l'une des principales richesses et réputations de la plongée dans le Var, de Saint-Cyr à Saint-Raphaël. Port-Cros et Porquerolles sont des sites emblématiques de la plongée en Méditerranée avec des épaves contemporaines telles que Donator et Grec .

### Sports équestres
En 2003, le département du Var souhaite développer le tourisme équestre par la création d'itinéraires sur son territoire permettant de relier du nord au sud Cabasse à La Londe-les-Maures et d’est en ouest Vins-sur-Caramy à La Garde-Freinet. Le réseau Equi'Découverte démarre par la mise en service en 2006 d'un premier tronçon de 130 kilomètres, dans le massif et la plaine des Maures.
En 2012 et 2013, le réseau s'enrichit de 120 et 50 kilomètres supplémentaires sur les communes de La Londe-les-Maures, Gonfaron, Collobrières, Pierrefeu et Puget-Ville. Aujourd'hui, le Var est sillonné par 300 kilomètres de pistes préservées, entretenues et balisées, permettant des randonnées toute l'année et la découverte du patrimoine culturel et naturel varois. Les itinéraires compte aussi des équipements spécifiques à l’accueil des cavaliers et de leurs chevaux tels que des aires de repos aménagées, des centres équestres et des hébergements adaptés et de qualité.
Avec Gassin, le Var dispose de l'un des principaux centre de polo de France doublé d'un haras.

### Tourisme balnéaire

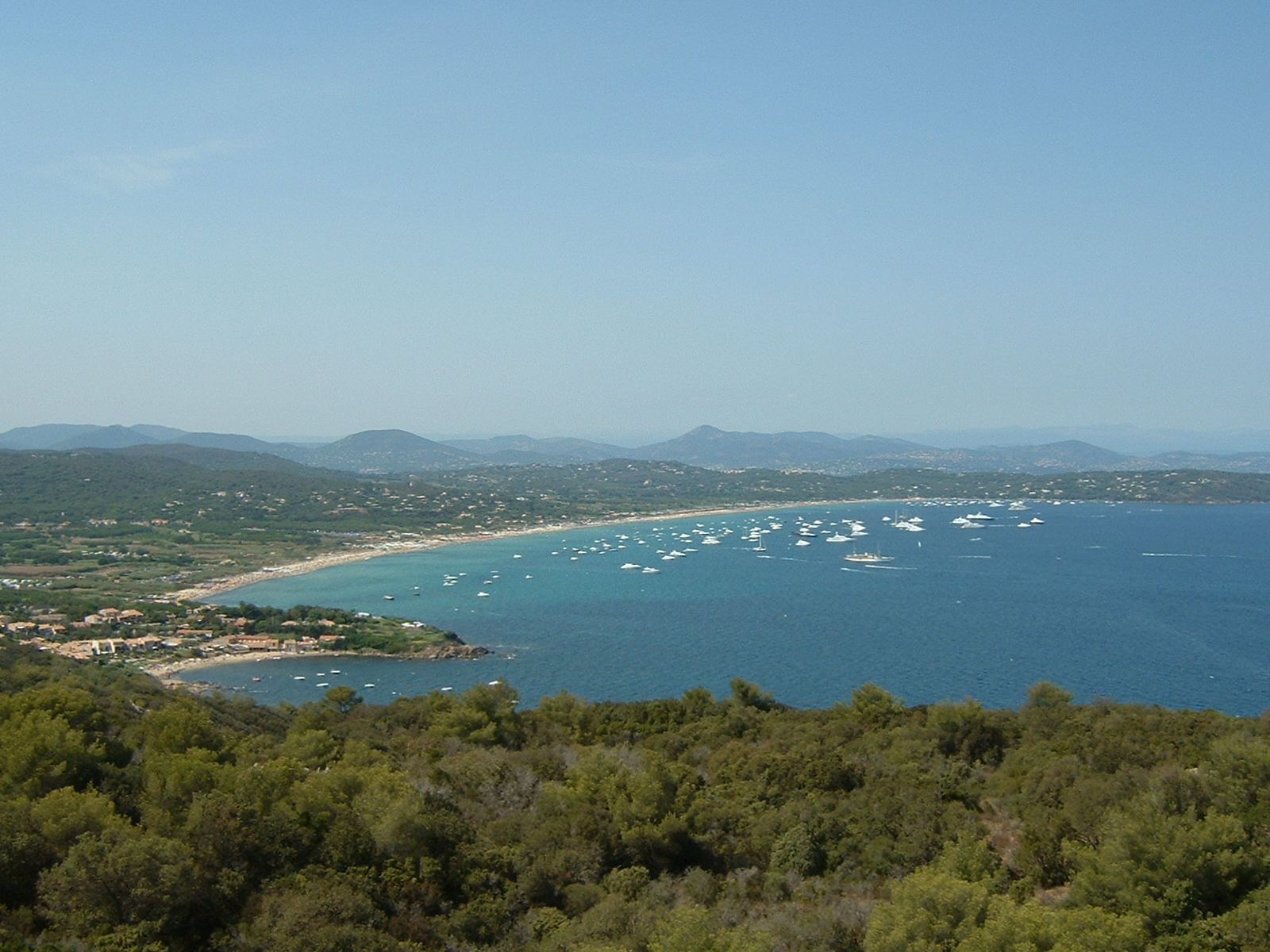
Le parc national de Port-Cros situé à Hyères

Le tourisme balnéaire est une activité importante et très ancienne, remontant au XIXe siècle lorsque la classe aristocratique est venue chercher le soleil d'hiver à Hyères, pour des raisons de santé. Les premiers congés payés de 1936 vont contribuer aux premiers départs en vacances, ainsi de nombreux ouvriers et employés prennent peu à peu des vacances pour la première fois de leur vie et découvrent par la même occasion les vacances et séjours au bord de mer. Ainsi les plages françaises sont prises d'assaut notamment celles de la Méditerranée et donc celles des côtes varoises.
Aujourd'hui le tourisme balnéaire continue d'attirer un nombre important de touriste à la recherche du soleil et du farniente sur les 420 kilomètres de côtes, les 26 villes littorales (dont 14 stations balnéaires et 10 communes labellisées Pavillon Bleu d'Europe en 2010) et les 233 plages que compte le département.

### Tourisme à moto
Le réseau routier du Var compte en 2011, 10 352 kilomètres (dont 195 kilomètres d'autoroutes) où les petites routes sinueuses et les beaux panoramas attirent un grand nombre de motards de plus en plus important. Pour répondre à une niche à fort potentiel, le Comité Régional de Tourisme Provence-Alpes-Côte d’Azur créé en 2006 son Club Moto, en partenariat notamment avec l’Agence de Développement du Tourisme du Var. Depuis 2010, le Comité Régional propose toute l’année de connaître toutes les facettes de la région et du Var : montagne, littoral et Provence intérieure. Le département compte à ce jour 3 courts circuits totalisant près de 650 kilomètres de routes à travers la découverte de l’arrière-pays du Massif des Maures, des Gorges du Verdon et des Monastères et châteaux de l’arrière-pays varois. Les circuits sont accompagnés d'une sélection de prestataires, notamment des hébergeurs et restaurateurs partenaires qui jalonnent les parcours (Logis, Bistrot de Pays...) spécialement équipés pour l’accueil des motards.

### Tourisme culturel

#### Châteaux et forts

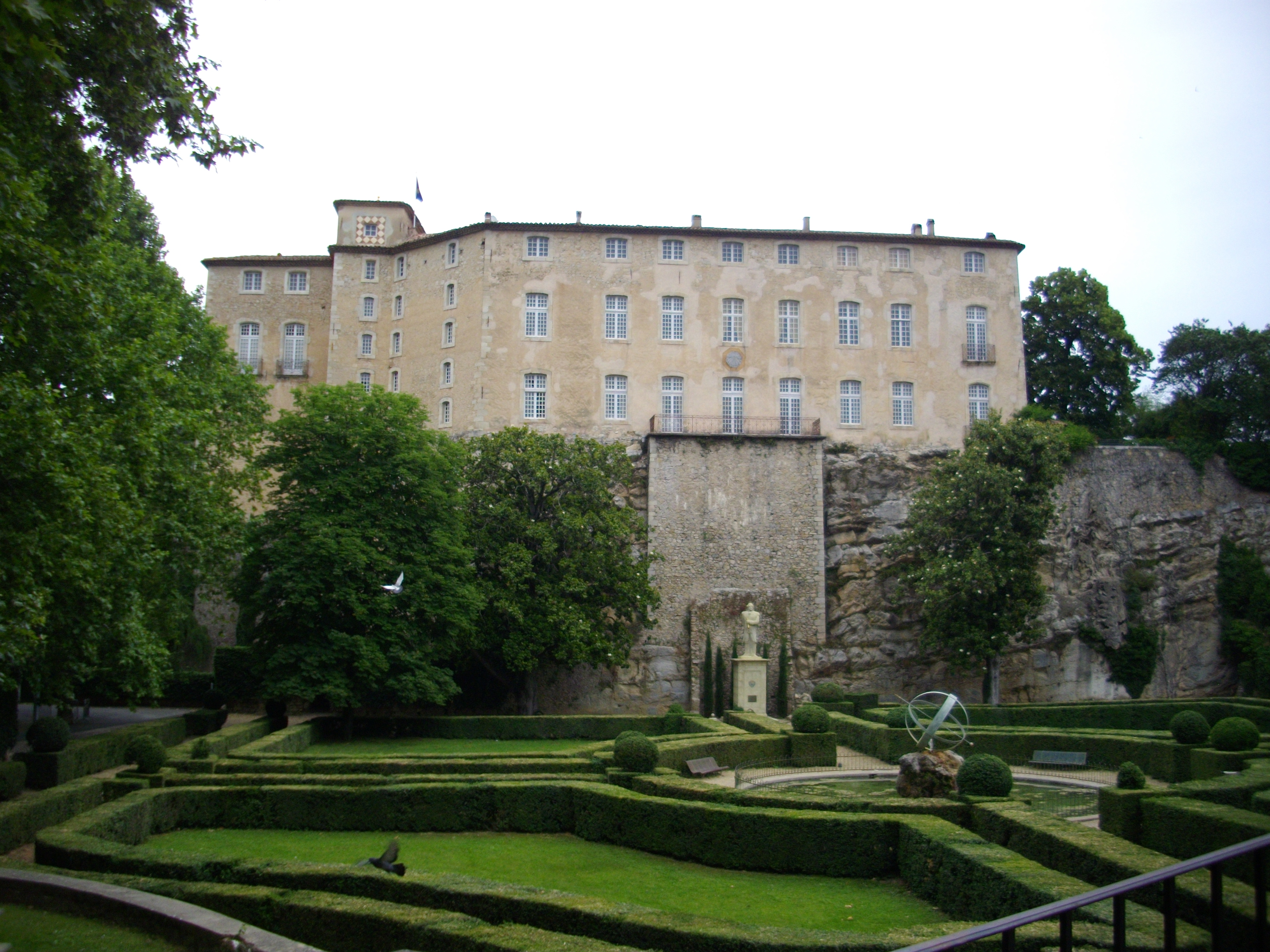
Le château d'Entrecasteaux

Pillages, guerres de seigneuries, épidémies, famines ont touché l'ensemble des départements français à travers l'histoire et n'a pas épargnés le Var. Besoin de protection, d'un éperon rocheux ou le sommet d'une colline, les Varois ont construit de nombreux édifices. 180 sites abandonnés ont été recensés dans le Var et 78 sont encore habités. L'un des plus populaires est le Fort de Brégançon utilisé comme lieu officiel de villégiature par les chefs d'État français (décret en date du 5 janvier 1968) depuis Charles de Gaulle à François Hollande. En effet, ce dernier annonce sa décision d'abandonner le site comme résidence présidentielle et de l'ouvrir au public dans le courant de l'année 2014.

#### Musées et écomusées

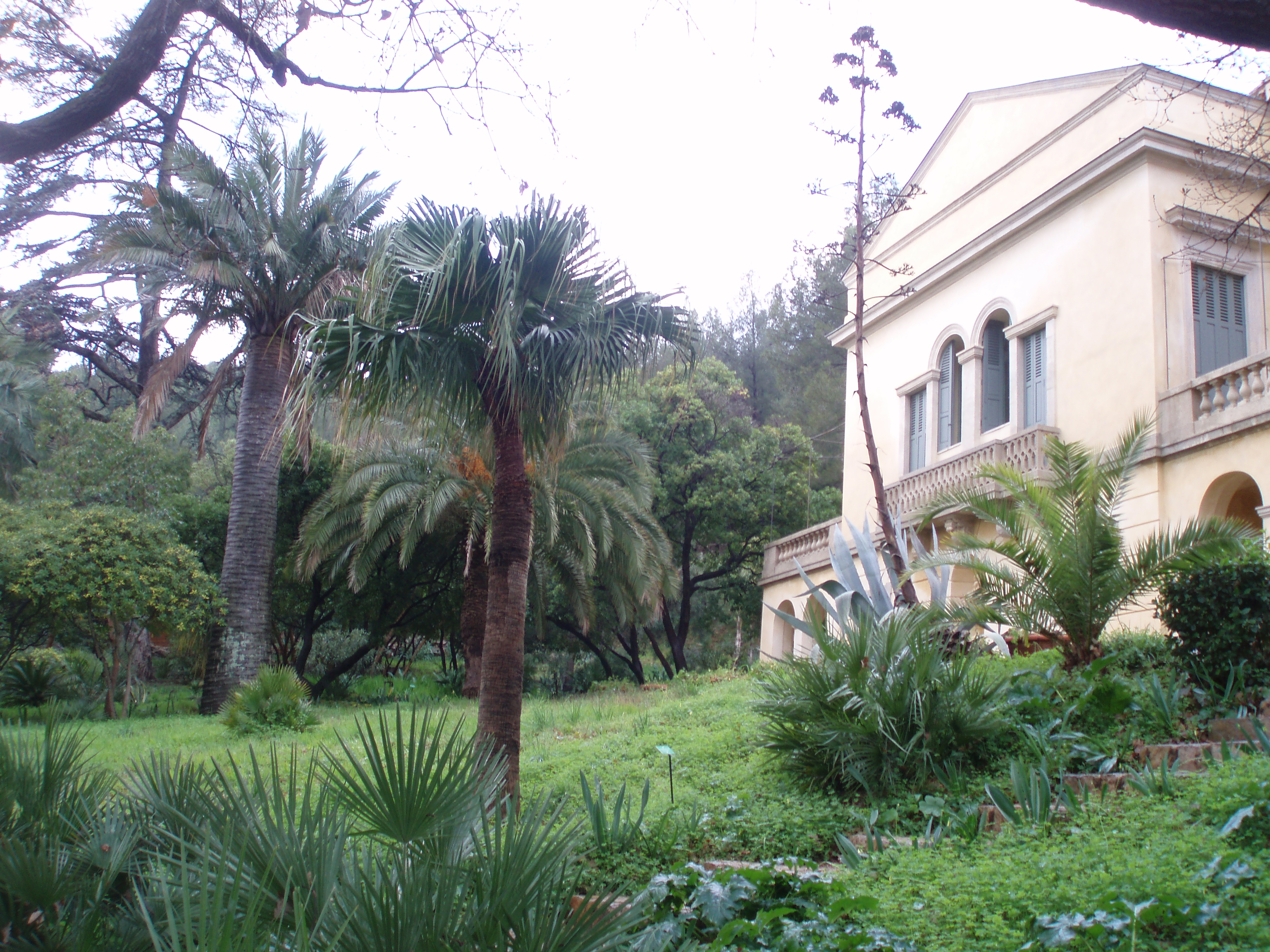
Édifice principal du Plantier de Costebelle

Créé en 1794, le musée d'art et d'histoire de Draguignan est le plus ancien musée du Var. Aujourd'hui, le département compte 84 musées (dont 16 «Musées de France») offrant à l'ensemble de la population locale et aux touristes une large offre de collections diverses et intéressantes mettant en valeur les racines et l'identité propres aux huit territoires que compte le département varois. L'Agence de Développement Touristique du Var a mis en place du Pass-Sites Var, passeport touristique permettant aux visiteurs d'accéder toute l'année à des tarifs préférentiels sur les 30 sites culturels du département. En 2004, près de 532 250 visiteurs ont foulé ces musées et écomusées .

#### Sites religieux

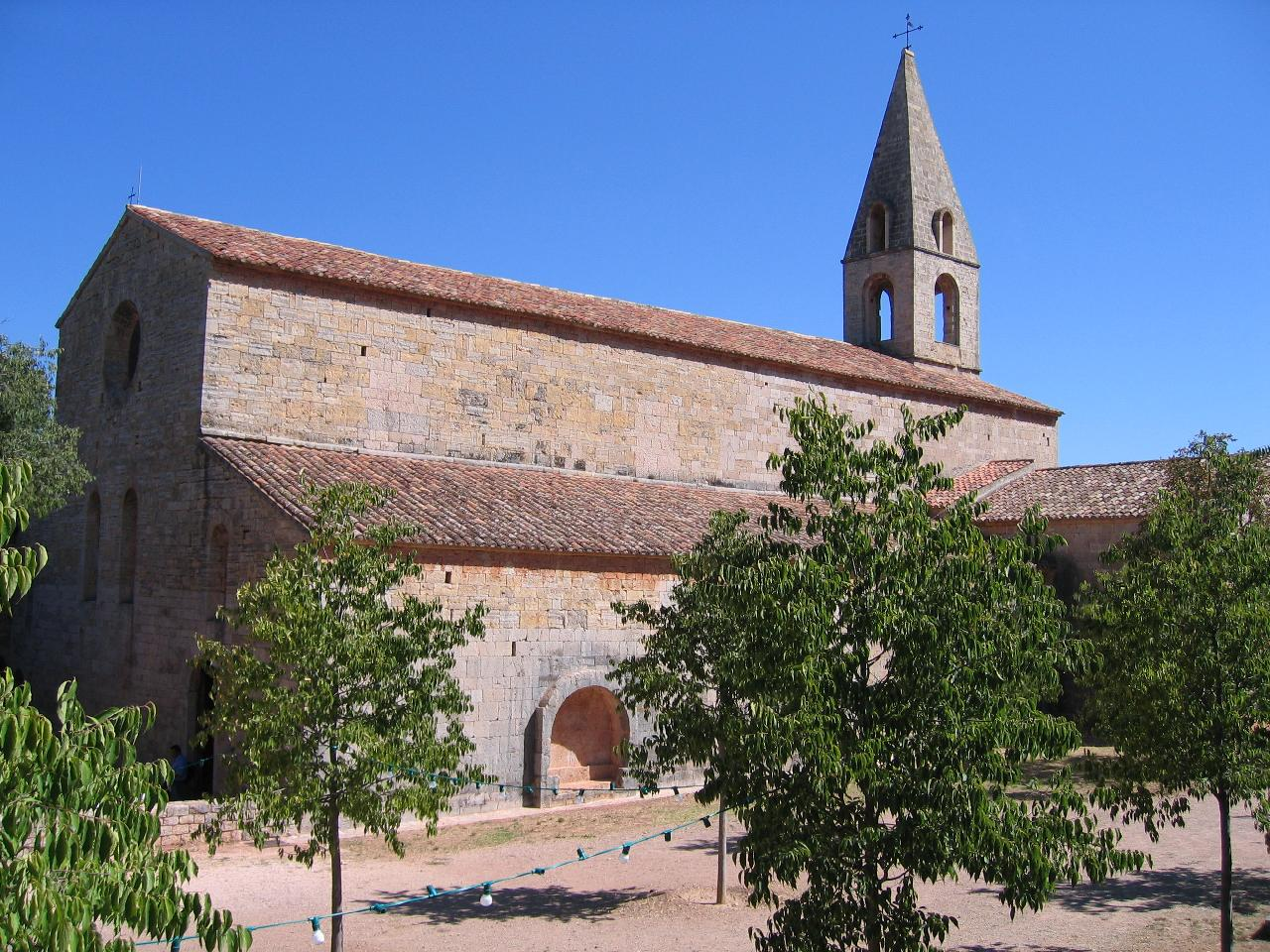
L'église abbatiale du Thoronet

Le Var dispose d'un patrimoine religieux remontant souvent aux origines du christianisme. Entre les XIIe et XIIIe siècles, le département voit naître de très nombreux couvents, abbayes, cathédrales et chartreuses. Parmi les plus remarquables l'Abbaye du Thoronet, l'une des trois abbayes cisterciennes de Provence, visitée par plus de 120.000 touristes par an, classée monument historique en 1840 et monument national, la Cathédrale Saint-Léonce située dans le centre historique de Fréjus est classée monument historique depuis 1862 et elle aussi monument national, la Chartreuse de la Verne, isolée au cœur d'antiques châtaigniers, ou la Basilique de Saint-Maximim, seul édifice gothique du Sud-est de la France.

### Tourisme vert

#### Parcs et jardins
De Bandol à Fréjus, en passant par Hyères, les espaces verts sont le lieu de détente privilégié des varois mais aussi des touristes. Privés ou publics, les jardins dans le Var sont nombreux. Le département compte aujourd'hui 11 jardins remarquables: le Jardin Germaine l’Hardy-Denonain (2009) à Gassin, le Parc Olbius Riquier, le Parc Saint Bernard, le Jardin du castel Sainte Claire et Le Plantier de Costebelle (2009) à Hyères, le Jardin d'oiseaux tropicaux (2008) à La Londe-les-Maures, le Jardin d’Elie Alexis à La Roquebrussanne, le Domaine d'Orvès et le Jardin de Baudouvin à La Valette-du-Var, le Domaine du Rayol au Rayol-Canadel-sur-Mer et le Jardin des Plantes du Las (2014) à Toulon.
Dans le cadre du concours des villes et villages fleuris qui contribuent à la qualité générale du fleurissement des communes, créant ainsi un environnement favorable à l’accueil et au séjour aussi bien des habitants du Var que des touristes, le département compte 45 communes fleuries: 18 communes à 1 fleur, 7 communes à 2 fleurs, 17 communes à 3 fleurs et 3 communes à 4 fleurs (Bormes-les-Mimosas, Hyères, Le Lavandou et Sanary-sur-Mer).

#### Espaces protégés

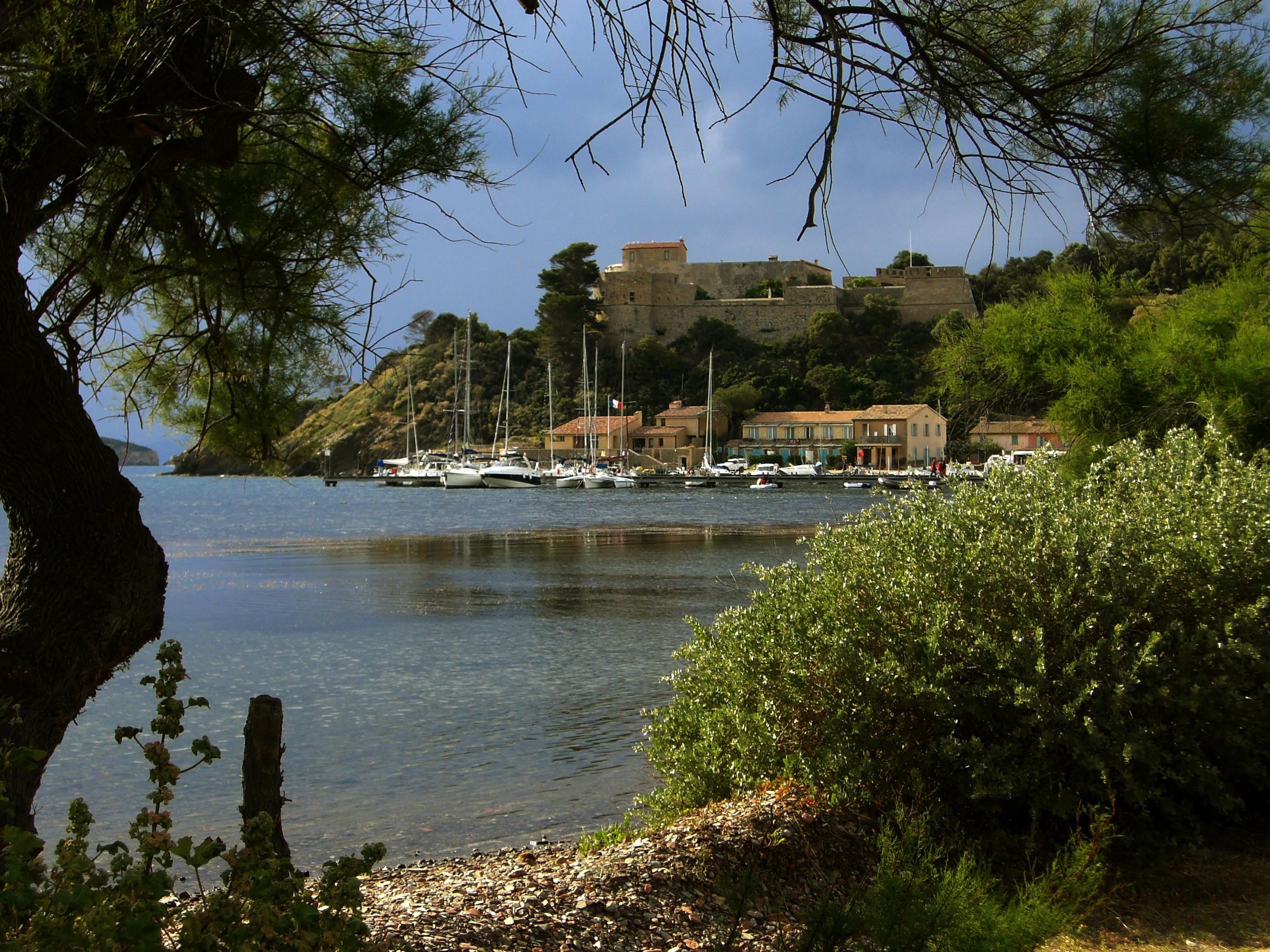
Le parc national de Port-Cros situé à Hyères

Le Var qui est l'un des départements les plus verts (2e département le plus boisé de France) après les Landes est composé d'un espace naturel très variés (où se
côtoient mer, îles, montagnes, lacs, espaces boisés, maquis et garrigues...) mais très sensibles aussi. Le département développe une politique d'acquisition d'espaces naturels sensibles afin de lutter notamment contre la pression foncière et préserver ces derniers afin de maintenir les nombreuses activités agricoles, touristiques et autres qui sont liées. À ce jour, le Var compte 259 espace naturel sensible répartis sur 10 071 hectares.
Le département compte aussi un parc naturel régional, le  parc naturel régional du Verdon créé en 1997 qui s'étend sur 180 000 hectares dans les départements du Var mais aussi des Alpes-de-Haute-Provence et un parc national, le parc national de Port-Cros situé à Hyères et créé en 1963, couvrant 700 hectares de terres émergées et 1 288 hectares de surfaces marines ce qui en fait le premier parc marin européen.

#### Tourisme rural
Le nord du département, le Haut-Var, compte de nombreux villages perchés dans les collines de son territoire. Ce dernier compte en 2023 six villages labellisés les plus beaux villages de France: Bargème, Le Castellet (depuis 2022), Cotignac (depuis 2022), Gassin (depuis 1994), Seillans (depuis 1991) et Tourtour,,. Ces villages adhérents à l'association nationale créée en 1982, ont pour objectif la préservation et valorisation de la qualité du patrimoine, afin d'accroître leur notoriété et maîtriser leur fréquentation touristique. S'ajoute à cette association nationale, l'association départementale, les "Villages de Caractère du Var". Créée en 1999, dix communes varoises de moins de 3 500 habitants (Aups, Bargème, Callian, Collobrières, Cotignac, La Cadière-d'Azur, Le Castellet, Mons, Saint-Martin-de-Pallières et Villecroze) se sont regroupées autour d'une charte de qualité. Le but est de favoriser leur développement culturel et touristique tout en préservant et en valorisant leurs richesses naturelles, historiques, architecturales et humaines. L'agence de développement Var Tourisme propose d'ailleurs un circuit d'environ 330 kilomètres pour partir à la découverte de ces villages.

## Tourisme d'affaires
Au cœur de la région Provence-Alpes-Côte d’Azur, troisième région économique française, le Var propose un tourisme d'affaires toute l'année et dispose pour cette activité 3 palais et sites des Congrès: le Forum du Casino des Palmiers à Hyères, au cœur du centre ville, le Saint–Raphaël Palais des Congrès situé sur le port de plaisance Santa Lucia et le Palais des Congrès Neptune de Toulon, à proximité du port de plaisance. Le département compte aussi pour ses séminaires et congrès des lieux de prestige tels que notamment  des domaines viticoles très prisés par la clientèle affaire.

## Grands événements
Voici une liste des principaux grands évènements (sportifs, culturels, gastronomiques et autres). Cette liste n'est pas exhaustive.

## Quelques sites phares du tourisme varois

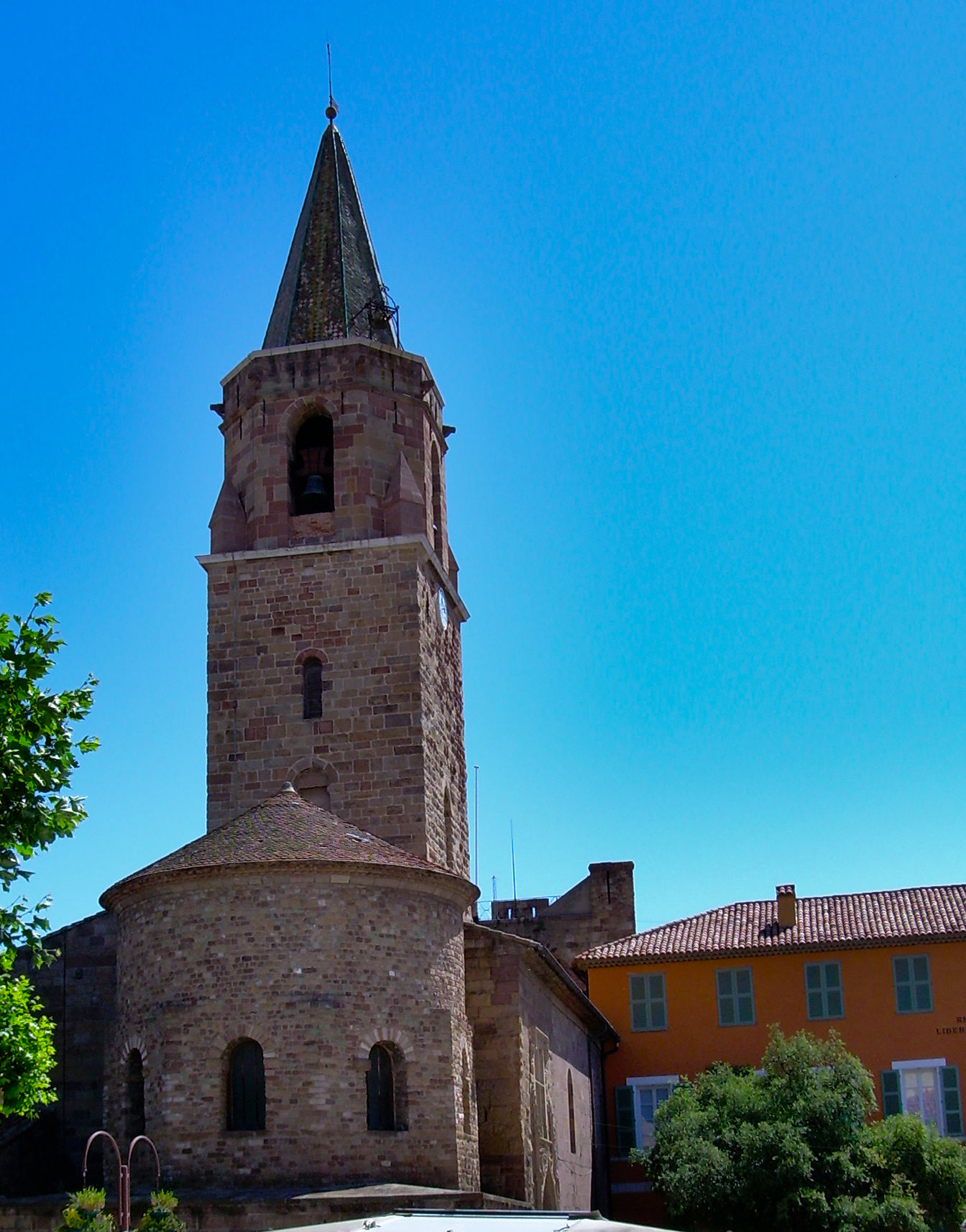
Cathédrale Saint-Léonce

| - Abbaye du Thoronet - Aoubré l'Aventure-Nature - Bessillon - Cathédrale Saint-Léonce de Fréjus | - Domaine du Rayol - Gorges du Verdon - Fort Balaguier | - Hyères - Île des Embiez - Jardin d'oiseaux tropicaux - Lac de Sainte-Croix | - Montagne Sainte-Victoire - Notre-Dame de Grâces - Opéra de Toulon | - Parc national de Port-Cros - L'île de Porquerolles - Rade de Toulon - Villa Noailles | - Zoo du Mont Faron |

### Les sites les plus fréquentés du Var
Le palmarès suivant rassemble les quinze sites culturels les plus visités dans le Var en 2013.
| Rang 2013 | Site                                               | Ville                 | Entrées 2013 |
| --------- | -------------------------------------------------- | --------------------- | ------------ |
| 1         | Église Notre-Dame de Grâces de Cotignac            | Cotignac              | +00145 000,  |
| 2         | Abbaye du Thoronet                                 | Le Thoronet           | +00114 158,  |
| 3         | Village des tortues                                | Gonfaron              | +00105 800,  |
| 4         | Domaine du Rayol                                   | Rayol-Canadel-sur-Mer | +00077 802,  |
| 5         | Muséum d'histoire naturelle de Toulon et du Var    | Toulon                | +00077 131,  |
| 6         | Jardin Exotique et Zoo de Sanary-Bandol            | Sanary-sur-Mer:Bandol | +00064 313,  |
| 7         | Musée d'histoire maritime de Saint-Tropez          | Saint-Tropez          | +00041 956,  |
| 8         | Musée d'art de Toulon                              | Toulon                | +00039 202,  |
| 9         | Villa Noailles                                     | Hyères                | +00034 481,  |
| 10        | Musée de la mine de cap Garonne                    | Le Pradet             | +00027 344,  |
| 11        | Musée d'archéologie sous-marine                    | Saint-Raphaël         | +00025 394,  |
| 12        | Amphithéâtre de Fréjus                             | Fréjus                | +00024 114,  |
| 13        | Musée de la fondation océanographique de Six-Fours | Six-Fours-les-Plages  | +00018 582,  |
| 14        | Grottes de Villecroze                              | Villecroze            | +00018 110,  |
| 15        | Chapelle Sainte-Roseline                           | Les Arcs              | +00016 428,  |

## Organisation du tourisme
En 2019, le département compte 78 offices de tourisme communaux, intercommunaux, bureaux d'information touristiques et maisons du tourisme.
Le Var abrite, en 2019, 29 communes classées communes touristiques dont 21 ayant obtenu de plus le label de station de tourisme. Les communes touristiques sont : Nans-les-Pins, Ollioules, Saint-Mandrier, Les Salles-sur-Verdon, La Londe-les-Maures, Aiguines, La Garde-Freinet, le Rayol-Canadel, Cogolin et Montauroux.
Les 21 stations classées de tourisme sont  1er janvier 2020 : Bandol, Bormes-les-Mimosas, Carqueiranne, Cavalaire-sur-Mer, La Croix-Valmer, Fréjus, Gassin, Grimaud, Hyères, Le Lavandou, Le Pradet, Ramatuelle, Roquebrune-sur-Argens, Saint-Cyr-sur-Mer, Saint-Raphaël, Saint-Tropez, Sainte-Maxime, Sanary-sur-Mer, la Seyne-sur-Mer, Six-Fours-les-Plages et Toulon. Toutes les stations de tourisme sont des communes littorales. Avec 21 stations sur 433 en France, le département compte 4,8 % de toutes les stations de tourisme, et le 2e plus fort taux de communes classées (13,7 %).
Créée et financée par le conseil général du Var en 1957, le comité départemental de tourisme du Var, devenu en 2009 l'agence de développement touristique Var Tourisme, regroupe au sein de son conseil d'administration tous les représentants des acteurs du tourisme ainsi que des élus du Conseil général du Var.
Var Tourisme contribue à l'élaboration et à la mise en œuvre des politiques départementales en matière de tourisme. Son budget est abondé notamment par la taxe additionnelle départementale de 10 % institué sur les taxes de séjour prélevé localement. Cela représente en 2016 1,2 million d'euros.

## Emplois touristiques
En 2008, les emplois touristiques représentent dans le département du Var plus de 230 349 emplois salariés, soit 16 % des emplois de Provence Alpes Côte d’Azur. Près d’un tiers des saisonniers d’été régionaux travaillent dans le Var. Le département varois est ainsi le premier employeur de saisonniers d’été en région PACA devant les Alpes-Maritimes et les Bouches-du-Rhône. Les principales activités employant des saisonniers d'été dans le Var sont la restauration (31 %), l’hôtellerie (19 %), le secteur du commerce (23 %), les activités faiblement touristiques recensent (16 %)[source insuffisante].
En 2016, 27 900 emplois sont liés directement ou indirectement au tourisme dans le Var, soit 7,4 % de l'emploi total dans le Var.

## Revenus du tourisme
En 2017, le tourisme a généré 3,7 milliards d'euros de recettes dans le Var, avec une dépense moyenne par touriste et par jour de 55,6 €. Cela représentait un budget moyen de 1 712 € pour un séjour moyen de 7,7 jours d'une famille de 4 personnes. Le revenu moyen annuel généré par habitant est de 3 500 €.

## Principaux marchés émetteurs varois

### Marchés étrangers
Dans le Var, en 2008, les touristes internationaux représentent 14,5 % des séjours et engendre 16 % des nuitées varoises. Les marchés étrangers prioritaires sont la Grande-Bretagne, l’Allemagne et l’Italie. Les marchés étrangers secondaires sont la Belgique et les Pays-Bas.

### Marchés français
Dans le département du Var, en 2008, les touristes français sont la principale clientèle de l'activité touristique du département (85,5 % des séjours) notamment l’Île-de-France, Rhône-Alpes, Provence-Alpes-Côte d’Azur et le Nord-Pas-de-Calais.